# Aurora Borealis – Északi fény
Az Aurora Borealis – Északi fény 2017-ben bemutatott magyar filmdráma Mészáros Márta rendezésében. A főbb szerepekben Törőcsik Mari (akinek ez volt az utolsó filmszerepe), Törőcsik Franciska és Tóth Ildikó látható.

## Cselekmény
A II. világháború utáni és a jelenkori Európában játszódó, több idősíkon futó, nőközpontú családtörténet Pogány Mária és lánya, Olga életét, kapcsolatát, titkait mutatja be. 

## Szereplők
| Szereplő            | Színész             |
| ------------------- | ------------------- |
| Pogány Mária        | Törőcsik Mari       |
| Fiatal Pogány Mária | Törőcsik Franciska  |
| Olga                | Tóth Ildikó         |
| Róbert              | Ladányi Jákob       |
| Ákos                | Wunderlich József   |
| Edith               | Eva-Maria Prosek    |
| Anton               | Leslaw Zurek        |
| Antonio             | Antonio de la Torre |
| Stefan              | Hary Prinz          |
| Festő               | Cserhalmi György    |
| ÁVH katona I.       | Bereczki Zoltán     |
| ÁVH katona II.      | ifj. Andorai Péter  |
| Doktor              | Fekete Ernő         |
| Postás              | Monori Lili         |
| Karl                | Csémy Balázs        |
| Mária apja          | Gáspár Tibor        |
| NKVD-s nő           | Szűcs Nelli         |

## Nézettség
A nézettségi adatok szerint 69 666 jegyet adtak el rá.